# Hózivatar
A hózivatar télen kialakuló konvektív jellegű, elektromos tevékenységgel kísért heves hózápor, a zivatar téli megfelelője. Általában novembertől áprilisig fordul elő. A hózivatart minden esetben – az elmúlt 10 percben legalább egy – dörgés és gyakran szélerősödés, széllökés kíséri. Intenzív hózivatarnál több centiméternyi friss hó is hullhat. Leggyakrabban tavaszi hidegbetöréskor alakul ki, ugyanis ilyenkor már elég energia van a légkörben kialakulásukhoz, azonban a magasban jelentősen lehűl a levegő. A téli zivatarok üllője sokkal alacsonyabban van, mint a nyári zivataroknál, gyakran csak 5-6, esetleg 8 km-en van. Hózivatart kísérhet graupel (hódara, jégdara) is.